# Novgorod (slagskepp)
Novgorod (ryska: Новгород) var ett ryskt örlogsfartyg som var ovanligt i det avseendet att skrovet, sett ovanifrån, var cirkelrunt.